# Laurentiuskapelle (Tauberbischofsheim)

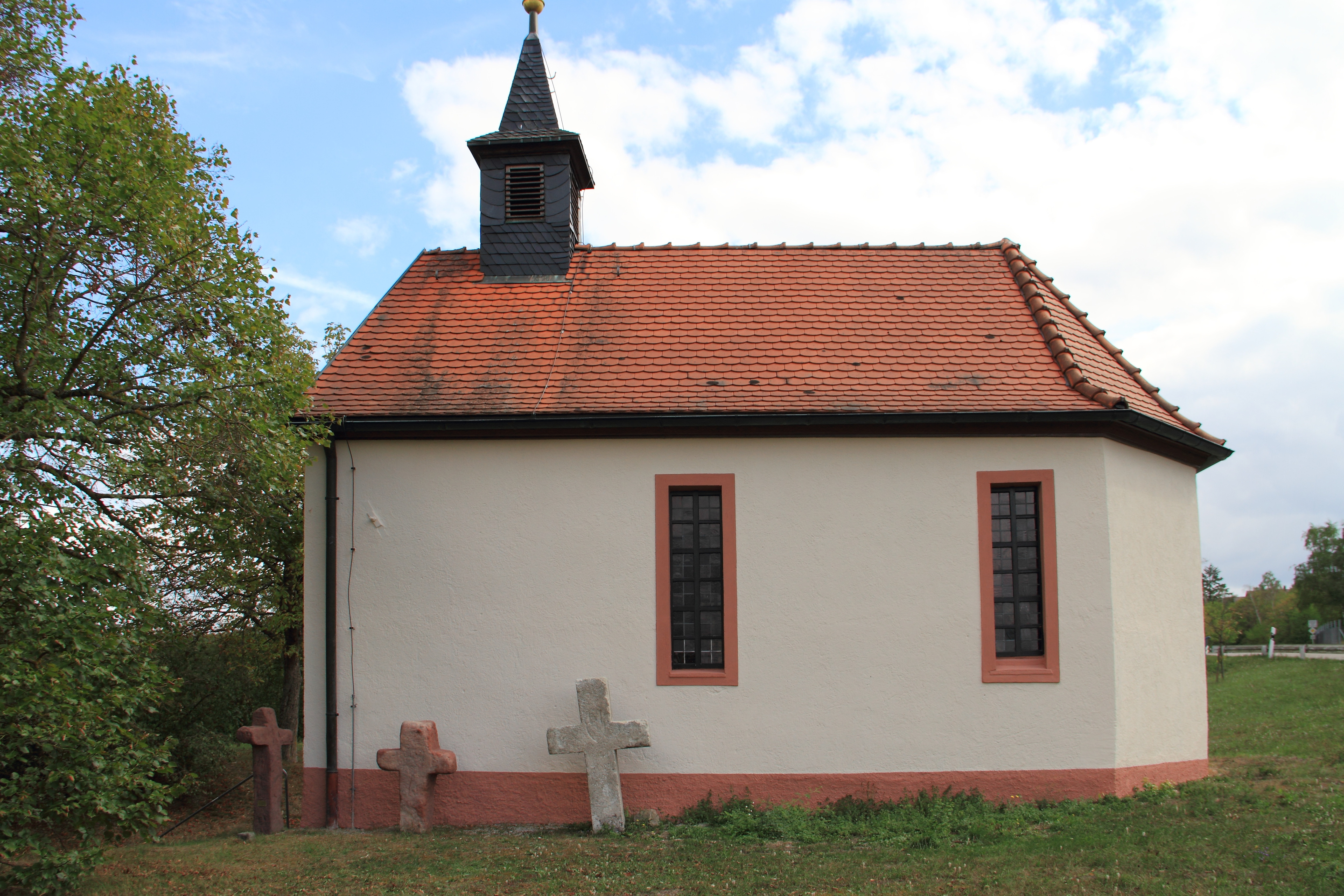
Die Laurentiuskapelle mit den Sühnekreuzen

Die Laurentiuskapelle (früher Lorenzikapelle) ist eine im Jahre 1723 errichtete römisch-katholische Kapelle auf dem Laurentiusberg in Tauberbischofsheim und ist dem heiligen Laurentius von Rom geweiht. Sie gehört zur Seelsorgeeinheit Tauberbischofsheim im Dekanat Tauberbischofsheim.

## Geschichte
Die Tauberbischofsheimer Laurentiuskapelle wurde von Simon Dürr finanziert und am 10. August 1723 eingeweiht. Hierbei soll sich laut Pfarrakten ein Wunder ereignet haben: Während die Litanei gesungen wurde, habe sich die Statue des Laurentius oben auf dem Altar erhoben und eine Verneigung als Dankesreverenz gemacht. 1748 erfolgte die  erste Erneuerung der Kapelle, welche von Hanß Michel Fröhling „Burger und Dungermeister“ bewerkstelligt wurde. 1892 bekam sie durch den Stadtpfarrer Schott ihre jetzige Gestalt, samt Altar mit Eisengitter.
Während des Deutschen Kriegs wurde die Laurentiuskapelle unter anderen zum Schauplatz vom Gefecht bei Tauberbischofsheim. Auch war die Kapelle ein häufiges Ziel von Flurprozessionen (Markus-Prozession).
Während des Ersten Weltkrieges befand sich neben der Kapelle ein Kriegsgefangenenlager, in dem hauptsächlich Russen und Franzosen stationiert waren. Diese halfen den Bauern bei der Landwirtschaft, allerdings nutze man die Freifläche auch zum eigenen Gemüseanbau, sowie zur Aufzucht von Ziegen und Kaninchen, um die eigene Lagerverpflegung zu ergänzen.
Nachdem das Bauwerk mit den Jahren als renovierungsbedürftig galt, wurde die Kapelle grundlegend renoviert und am 28. April 1985 neu eröffnet. Da die Laurentiuskapelle in den letzten Jahren immer häufiger Opfer von Vandalismus in Form von Graffiti sowie Schäden am Putz und den Fenstern wurde, kam es vorübergehend zu ihrer Schließung. Nach erneuten Renovierungsarbeiten feierte man am 24. Juli 2015 ihre Wiedereröffnung.

## Architektur und Ausstattung

### Sühnekreuze
Sehenswürdigkeiten außerhalb der Laurentiuskapelle sind drei Sühnekreuze, welche aus dem 15. und 17. Jahrhundert stammen.

### Völkerschlachtdenkmal
Neben der Kirche steht ein Denkmal zur Völkerschlacht bei Leipzig, welches 50 Jahre nach Ende der Schlacht errichtet wurde.

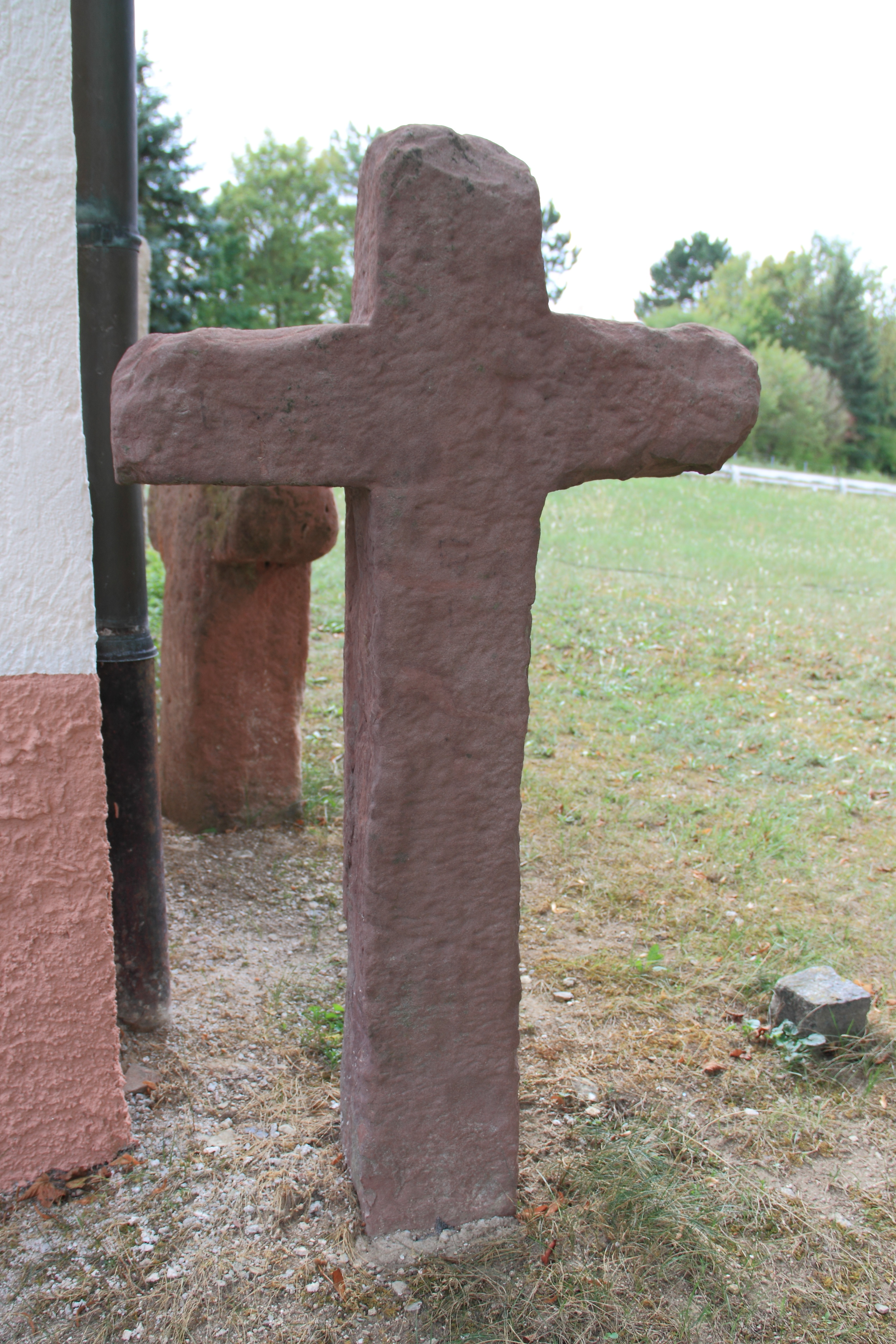
Sühnekreuz 1 an der Laurentiuskapelle
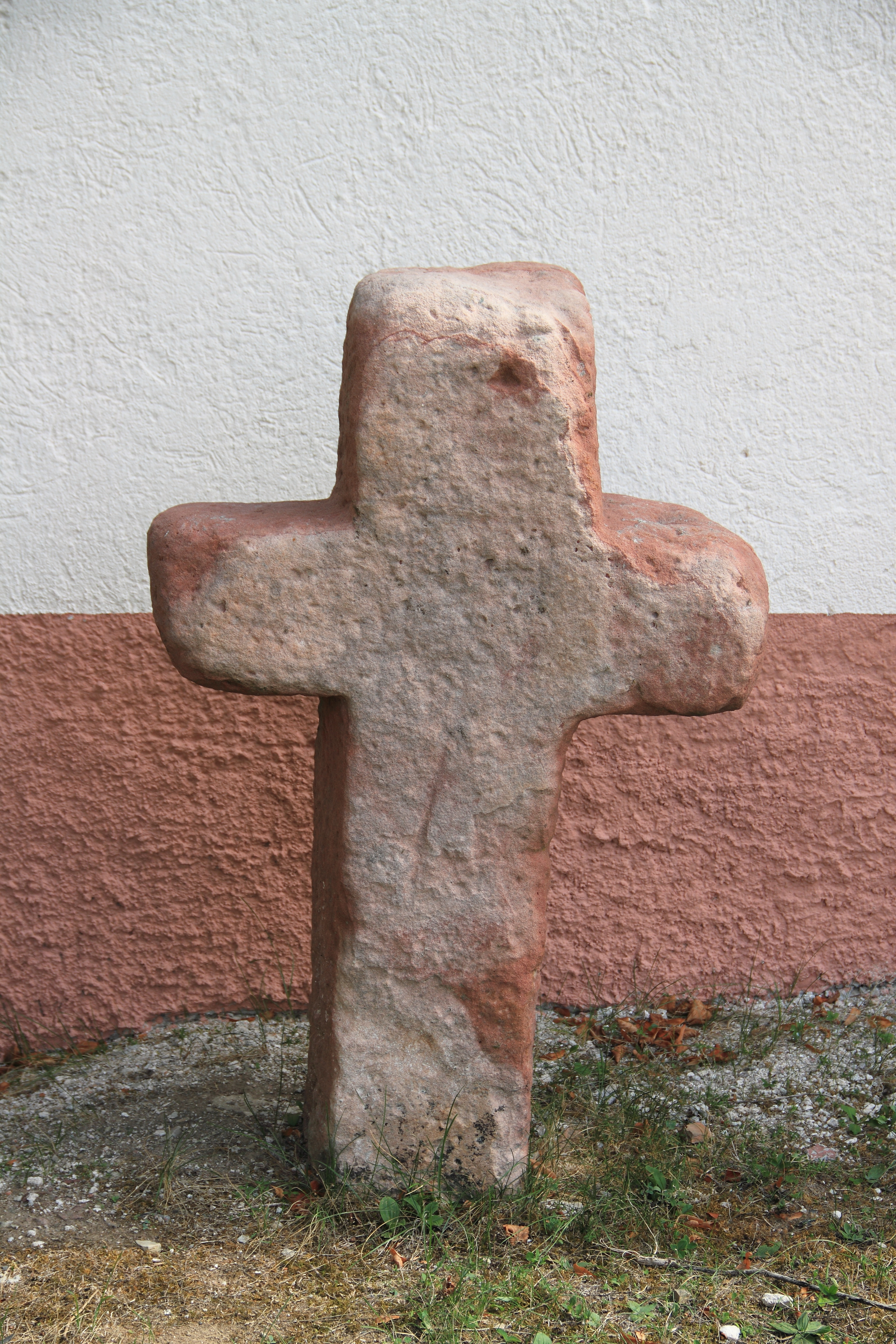
Sühnekreuz 2
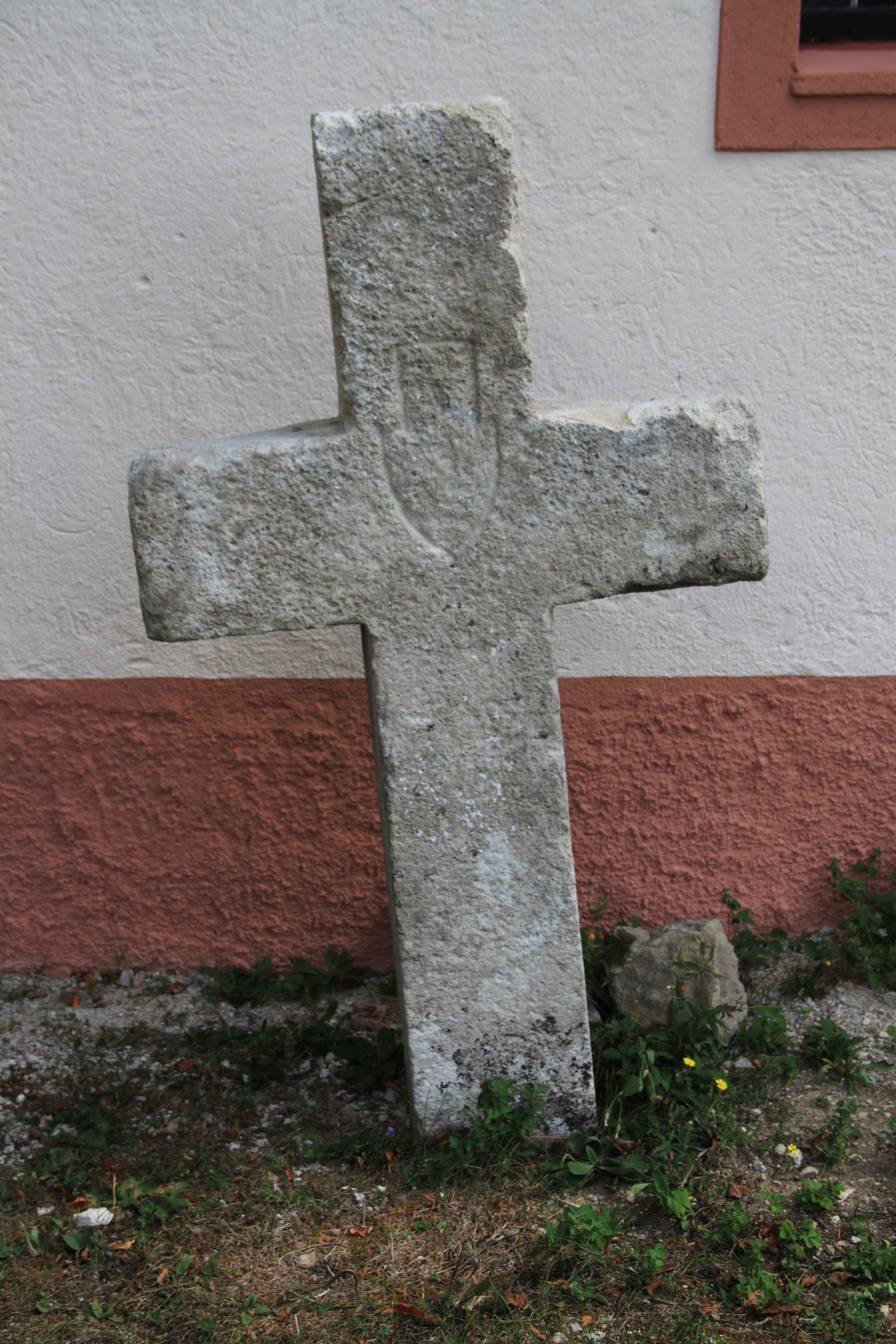
Sühnekreuz 3
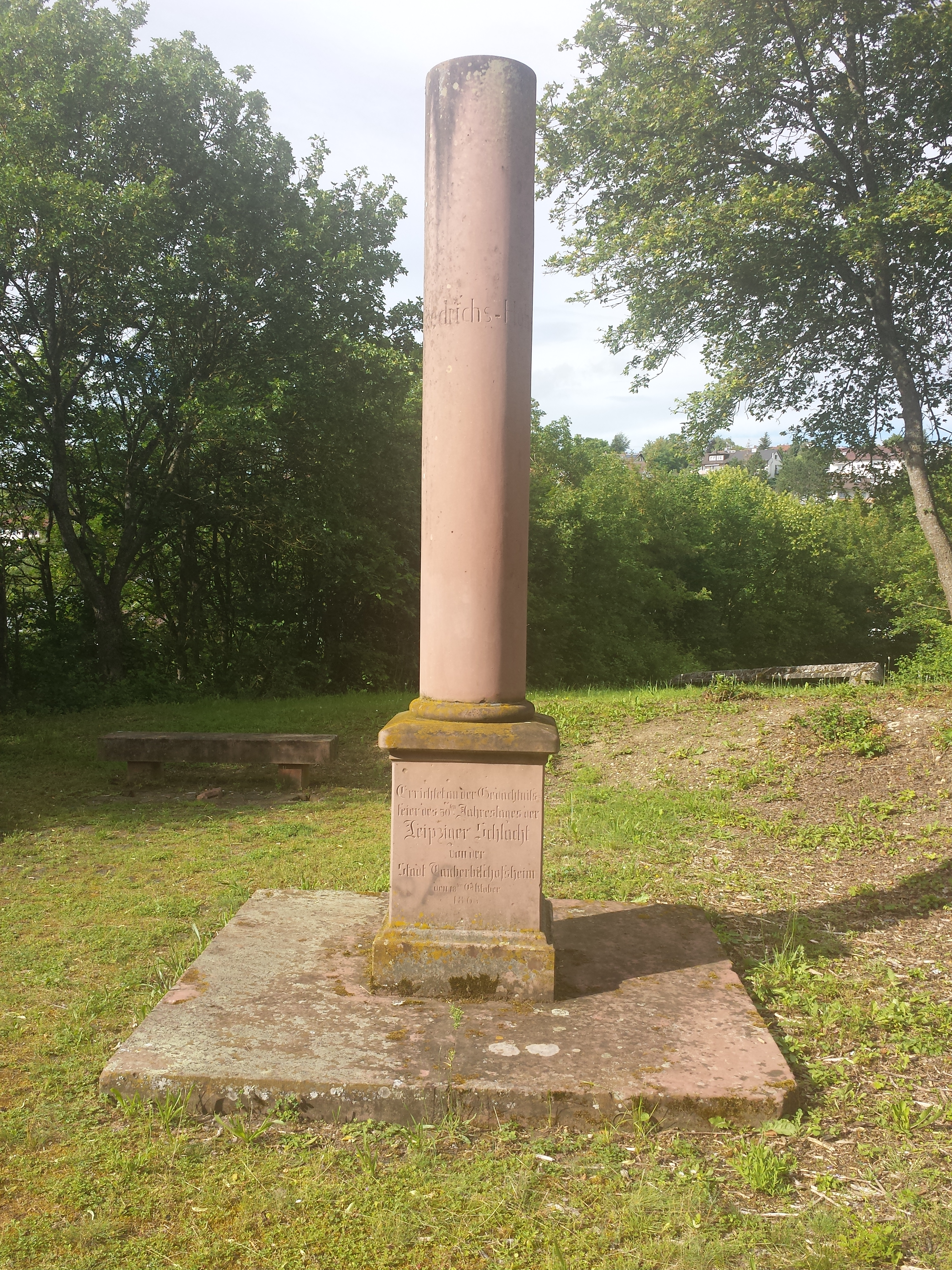
Völkerschlachtdenkmal bei der Laurentiuskapelle